# 6715 Sheldonmarks
6715 Sheldonmarks (1990 QS1) là một tiểu hành tinh vành đai chính được phát hiện ngày 22 tháng 8 năm 1990 bởi H. E. Holt và D. H. Levy ở Palomar.